# Сопот
Сопот је градско насеље у Србији и седиште истоимене градске општине у граду Београду. Према попису из 2022. било је 1.956 становника.

## Историја
Варошица Сопот је новије насеље, које је добило данашње име по истоименом извору. Описујући бој на Сопоту, (године 1804) Петар Јокић вели „ да су се из Ропочева повукли јужније, на место где је стара механа у Сопоту, где је био такав луг да је наших десет могло дочекати стотину Турака“. Ова механа подигнута на друму који је из Београда преко Ропочева и Неменикућа водио за Тополу и даље. Осим ове механе „шиндралије“ на месту, на коме данас Сопот, није ничега више било. Сав је простор био насељен и припадао је атару суседног села Ропочева. Око 1838. године у месту старе механе „шиндралије“ подигнута је нова само преправљена (својина Стевана Милошевића) Од тада су се почели овде насељавати појединци, поглавито из суседних села Ропочева и Неменикућа. Указом Краља од 2. августа 1893. године насеље је добило статус варошице.
До 1905. године Сопот је са суседним Роповцем чинио једну општину, а те се године одвојио и образовао самосталну општину. 

По попису из 1921. године. Сопот је имао 100 кућа са 414 становника. Становништво се, према пореклу, може овако распоредити: има седам кућа динарских досељеника, пет кућа досељеника из моравско-вардарских области, две куће досељеника од Тимока, шест кућа досељеника од „прека“ (Банат) и педесет две куће досељеника из села космајског среза. Варошица је добила школу 1906. године а служили се црквом у Неменикућама. (подаци крајем 1921. године). Овде постоји Црква Вазнесења Господњег у Сопоту.
Овде се налази Стари хан у Сопоту, као и Ловачко удружење "Космај" из Сопота. Овде се одржава Софест. Овде се налазе ОШ „Јелица Миловановић” Сопот и Економско-трговинска школа Сопот.

## Демографија
У насељу Сопот живи 1392 пунолетна становника, а просечна старост становништва износи 38,6 година (37,8 код мушкараца и 39,4 код жена). У насељу има 599 домаћинстава, а просечан број чланова по домаћинству је 2,92.
Ово насеље је у великим делом насељено Србима (према попису из 2002. године), а у последња три пописа, примећен је пораст у броју становника.
|             | \| Демографија[3] \| Демографија[3] \| Демографија[3] \| \| Година \| Становника \| Становника \| \| -------------- \| -------------- \| -------------- \| \| 1948. \| 576 \| \| \| 1953. \| 552 \| \| \| 1961. \| 970 \| \| \| 1971. \| 1.272 \| \| \| 1981. \| 1.581 \| \| \| 1991. \| 1.720 \| 1.702 \| \| 2002. \| 1.752 \| 1.825 \| \| 2011. \| 1.920 \| \| |            |
| Демографија | |            |
| Година      | Становника | Становника |
| 1948.       | 576 |            |
| 1953.       | 552 |            |
| 1961.       | 970 |            |
| 1971.       | 1.272 |            |
| 1981.       | 1.581 |            |
| 1991.       | 1.720 | 1.702      |
| 2002.       | 1.752 | 1.825      |
| 2011.       | 1.920 |            |

| Етнички састав према попису из 2002.‍ | Етнички састав према попису из 2002.‍ | Етнички састав према попису из 2002.‍ | Етнички састав према попису из 2002.‍ | Етнички састав према попису из 2002.‍ |
| ------------------------------------ | ------------------------------------ | ------------------------------------ | ------------------------------------ | ------------------------------------ |
|                                      |                                      |                                      |                                      |                                      |
| Срби                                 | Срби                                 |                                      | 1.681                                | 95,94%                               |
| Југословени                          | Југословени                          |                                      | 15                                   | 0,85%                                |
| Црногорци                            | Црногорци                            |                                      | 9                                    | 0,51%                                |
| Бугари                               | Бугари                               |                                      | 5                                    | 0,28%                                |
| Албанци                              | Албанци                              |                                      | 5                                    | 0,28%                                |
| Хрвати                               | Хрвати                               |                                      | 4                                    | 0,22%                                |
| Македонци                            | Македонци                            |                                      | 4                                    | 0,22%                                |
| Руси                                 | Руси                                 |                                      | 1                                    | 0,05%                                |
| Румуни                               | Румуни                               |                                      | 1                                    | 0,05%                                |
| Муслимани                            | Муслимани                            |                                      | 1                                    | 0,05%                                |
| Мађари                               | Мађари                               |                                      | 1                                    | 0,05%                                |
| непознато                            | непознато                            |                                      | 6                                    | 0,34%                                |

| Година пописа     | 1948. | 1953. | 1961. | 1971. | 1981. | 1991. | 2002. |
| ----------------- | ----- | ----- | ----- | ----- | ----- | ----- | ----- |
| Број домаћинстава | 207   | 183   | 318   | 443   | 527   | 579   | 599   |

| Број чланова      | 1   | 2   | 3   | 4   | 5  | 6  | 7 | 8 | 9 | 10 и више | Просек |
| ----------------- | --- | --- | --- | --- | -- | -- | - | - | - | --------- | ------ |
| Број домаћинстава | 130 | 140 | 104 | 141 | 50 | 29 | 3 | 0 | 1 | 1         | 2,92   |

| Пол    | Укупно | Неожењен/Неудата | Ожењен/Удата | Удовац/Удовица | Разведен/Разведена | Непознато |
| ------ | ------ | ---------------- | ------------ | -------------- | ------------------ | --------- |
| Мушки  | 670    | 192              | 431          | 26             | 20                 | 1         |
| Женски | 783    | 156              | 439          | 136            | 52                 | 0         |
| УКУПНО | 1.453  | 348              | 870          | 162            | 72                 | 1         |

| Пол    | Укупно                    | Пољопривреда, лов и шумарство | Рибарство                            | Вађење руде и камена | Прерађивачка индустрија       |
| ------ | ------------------------- | ----------------------------- | ------------------------------------ | -------------------- | ----------------------------- |
| Мушки  | 312                       | 10                            | 0                                    | 4                    | 65                            |
| Женски | 280                       | 2                             | 0                                    | 1                    | 45                            |
| УКУПНО | 592                       | 12                            | 0                                    | 5                    | 110                           |
| Пол    | Производња и снабдевање   | Грађевинарство                | Трговина                             | Хотели и ресторани   | Саобраћај, складиштење и везе |
| Мушки  | 25                        | 16                            | 36                                   | 9                    | 40                            |
| Женски | 11                        | 7                             | 45                                   | 13                   | 8                             |
| УКУПНО | 36                        | 23                            | 81                                   | 22                   | 48                            |
| Пол    | Финансијско посредовање   | Некретнине                    | Државна управа и одбрана             | Образовање           | Здравствени и социјални рад   |
| Мушки  | 6                         | 12                            | 42                                   | 19                   | 14                            |
| Женски | 7                         | 5                             | 40                                   | 36                   | 53                            |
| УКУПНО | 13                        | 17                            | 82                                   | 55                   | 67                            |
| Пол    | Остале услужне активности | Приватна домаћинства          | Екстериторијалне организације и тела | Непознато            | Непознато                     |
| Мушки  | 10                        | 0                             | 0                                    | 4                    | 4                             |
| Женски | 4                         | 0                             | 0                                    | 3                    | 3                             |
| УКУПНО | 14                        | 0                             | 0                                    | 7                    | 7                             |